# Cirkulane
Cirkulane este o localitate din comuna Cirkulane, Slovenia, cu o populație de 362 de locuitori.